# 한동우
한동우(1948년 11월 10일 ~ )는 대한민국의 금융인이자 2014년 현재 신한금융지주회사 회장이다. 신한생명 부회장을 역임했고, 2011년 신한금융그룹 회장에 취임했다.

## 출신학교
- 부산고등학교
- 서울대학교 법학과

## 참조
1. ↑  한동우 신한금융그룹 회장 | 업계 부진에도 굳건한 1위 ‘관리의 신한’ 빛났다 《매일경제》, 2014년 9월 12일